# 兰博基尼第六元素
兰博基尼第六元素（Lamborghini Sesto Elemento）是意大利汽车制造商兰博基尼生产的一款高性能限量版汽车，于2010年巴黎车展上以概念车的身份首次亮相。“第六元素”的字面意思是碳元素（原子序数为六），代表其车身中大量使用的碳纤维。

## 设计与规格参数
第六元素配备兰博基尼6速“e-gear”手自一体变速箱和四驱系统，搭配Gallardo Superleggera的5.2升V10发动机，最大马力570 PS（419 kW），最大扭矩540 N·m（398 lbf·ft）。车重仅999公斤，与一辆小型车相当，底盘、车身、传动轴、车轮和悬架均采用碳纤维材料制成。 第六元素是第一辆使用锻造碳纤维（用于座椅和摆臂）的汽车，这是兰博基尼和波音公司开发的一种新型碳复合材料。

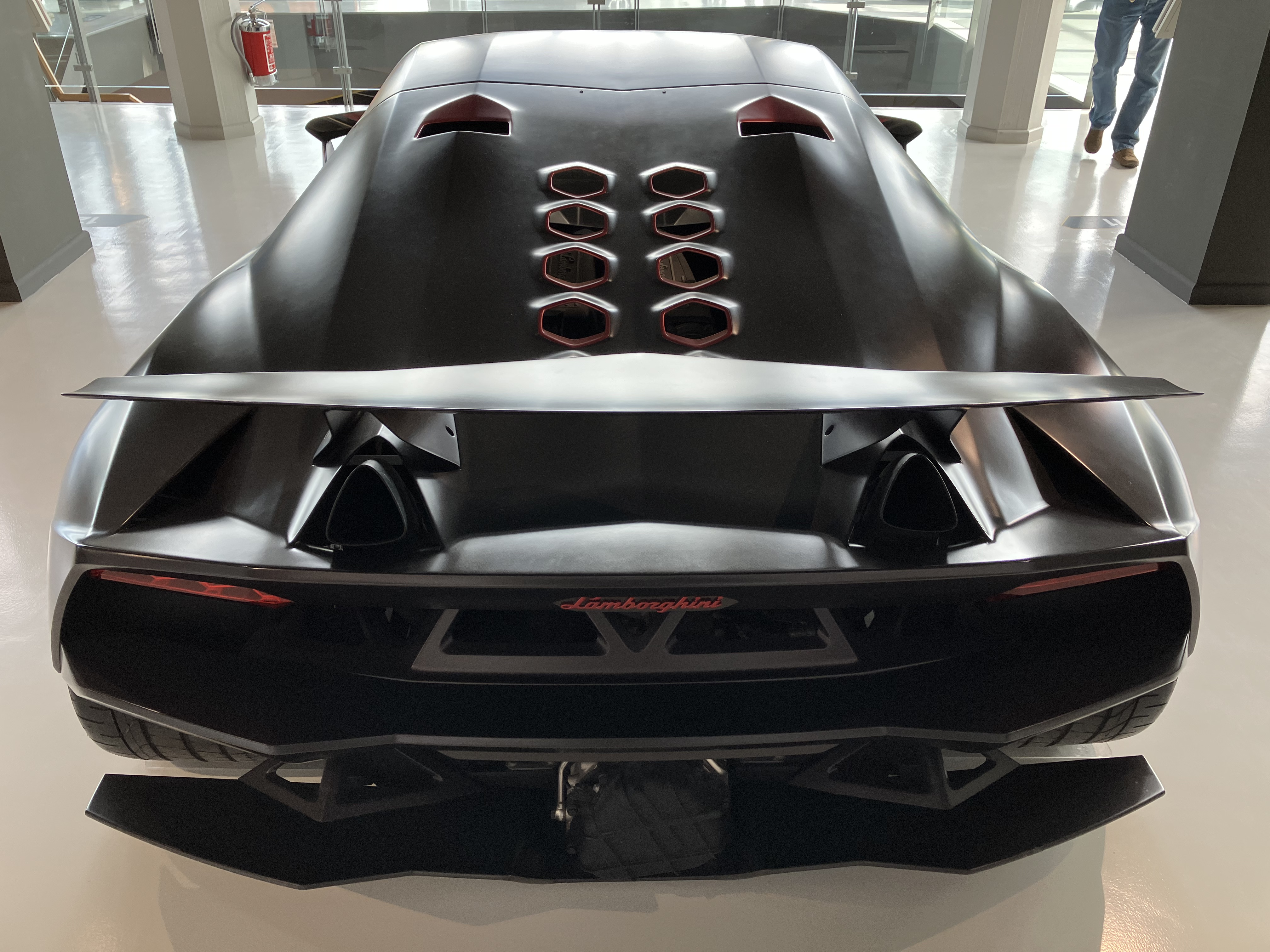
兰博基尼博物馆的第六元素后发动机盖

发动机盖上的10个独特的六边形孔用来散热。上方的两个进气口吸入空气，后翼子板中的排气管排出废气。兰博基尼声称 0-100km/h 加速时间 2.5 秒，0-200km/h 加速 8.0 秒，最高时速超过 356km/h。
第六元素内饰简陋，没有空调和音响等舒适配置。 第六元素也没有真正的座椅，而是将泡沫垫直接粘在有座椅形状的碳纤维底盘上。

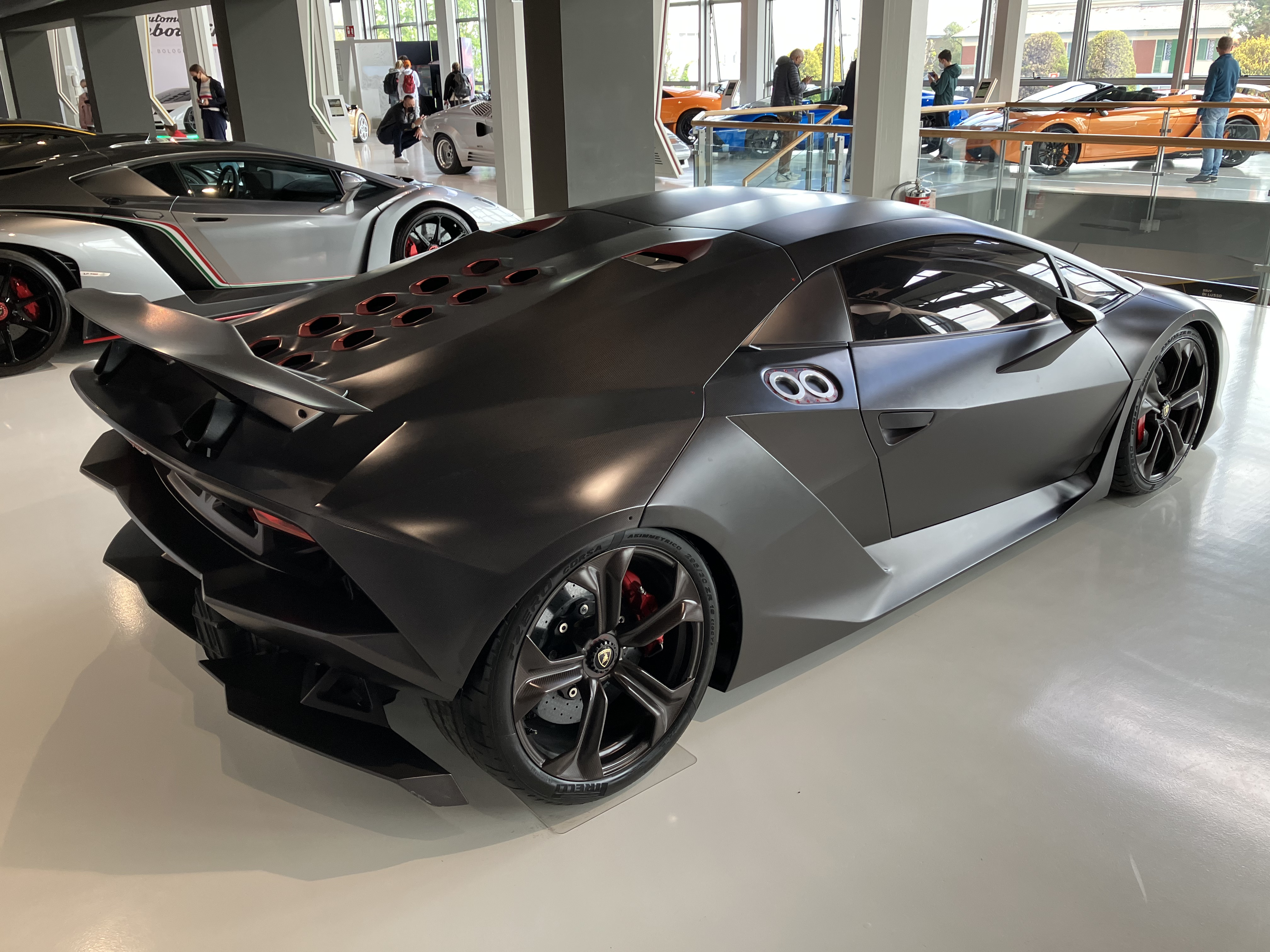
兰博基尼博物馆第六元素后侧

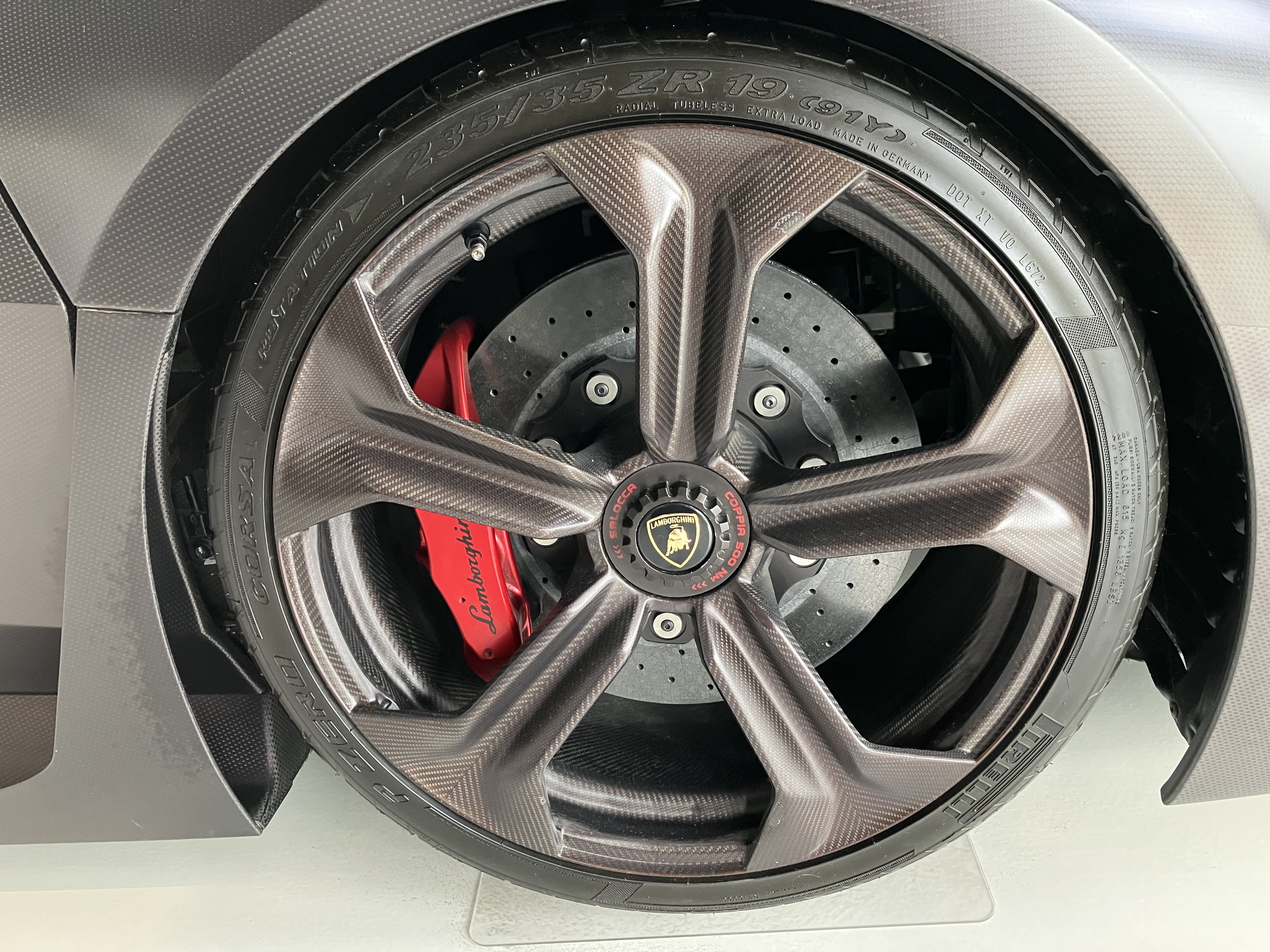
第六元素的中锁碳轮

## 生产
兰博基尼宣布，计划在2011年中生产20辆赛道用赛车，每辆售价292万美元。彼时，第六元素是兰博基尼有史以来最昂贵的车型，直到兰博基尼毒药推出（650万美元）。直到Veneno的推出，其售价高达4,162,150英镑。由于该车售价昂贵且不能合法上路（未能满足英国照明和安全方面的规定），兰博基尼无法找到 20 名客户购买该车。大家普遍认为兰博基尼最终只生产了 10 辆第六元素，而不是原计划的 20 辆。这可以用车辆识别号码的记录证实，但兰博基尼尚未公开承认。
新加坡是接收第六元素最多的国家，2014 年有 4 辆第六元素运抵新加坡，尽管其中几辆已经离开该国。美国没有第六元素，但波音埃弗雷特工厂有时会展览一个底盘，因为波音帮助兰博基尼开发碳纤维材料。

## 在电影里
第六元素的独特设计和性能使其成为反派座驾的理想之选，凸显了角色的财富和地位。它的加入为影片中的高速赛车场景增添了真实感和刺激感，提升了影片对汽车爱好者的吸引力。
总而言之，在《极品飞车系列》中，第六元素真车和仿品的巧妙运用，让电影制作人得以展现这款稀有的超级跑车，同时又降低了在充满动作场面中使用这种专属座驾的风险。